# Лідія Марія Чайлд
Лідія Марія Чайлд (англ. Lydia Maria Child; до шлюбу Френсіс; 11 лютого 1802 – 20 жовтня 1880) — американська аболіціоністка, активістка за права жінок та права індіанців, письменниця, журналістка, та геологиня, противниця американського експансіонізму.
Її журнали, як художня література, так і побутові посібники, охопили широку аудиторію з 1820-х до 1850-х років. Часом Чайлд шокувала свою аудиторію, намагаючись розглянути проблеми домінування чоловіків і переваги білої раси у суспільстві.

## Життєпис
Лідія Марія Френсіс народилася в Медфорді, штат Массачусетс, 11 лютого 1802 року в родині Сюзанни (до шлюбу Ренд) і Конверса Френсісів. Її старший брат, Конверс Френсіс, отримав освіту в Гарвардському коледжі та семінарії та став унітаріанським священиком. Чайлд отримала освіту в місцевій жіночій школі, а пізніше в жіночій семінарії. Після смерті матері вона поїхала жити зі старшою сестрою в штат Мен, де вчилася на вчительку. У цей час її брат, на той час вже священик, подбав про її освіту. У 20 років Френсіс жила з братом, через якого познайомилася з багатьма відомими письменниками та мислителями того часу. Вона також прийняла унітаріанство.
У 1824 році Френсіс написала перший розділ свого історичного роману «Гобомок» (Hobomok). Підбадьорена похвалою  рата, вона закінчила її за 6 тижнів і видала. З цього часу і до смерті вона постійно писала.
Френсіс один рік викладала у семінарії в Медфорді, а в 1824 році відкрила приватну школу у Вотертауні, штат Массачусетс. У 1826 році вона заснувала Juvenile Miscellany, перше американське щомісячне періодичне видання для дітей, і була його редакторкою протягом 8 років. Після публікації інших творів, у яких висловлювалась опозиція рабству, більшість її аудиторії обернулася проти неї, особливо на Півдні. Juvenile Miscellany закрився після падіння продажів книг і передплати.
Лідія Френсіс викладала в школі до 1828 року, коли одружилася з бостонським юристом Девідом Лі Чайлдом переїхала до Бостона. Його політична активність і участь у реформах познайомили її з соціальними реформами прав індіанців і гарнізонським аболіціонізмом. Вона була давньою подругою активістки Маргарет Фуллер і частою учасницею «розмов» Фуллер, які проводилися в книгарні Елізабет Палмер Пібоді в Бостоні.
Чайлд померла у Вейленді, штат Массачусетс, у 78 років, 20 жовтня 1880 року у своєму будинку. Під час її похорону Венделл Філліпс поділився думкою багатьох учасників руху за скасування смертної кари.

## Діяльність

### Ранні твори
Після успіху Hobomok Чайлд написала кілька романів, збірок поезії та посібник для матерів The Mothers Book; але найуспішнішою її роботою стала «Економна домогосподарка. Присвячується тим, хто не соромиться економії» (The Frugal Housewife. Dedicated to those who are not ashamed of Economy). Ця книга містила переважно рецепти, але також пораду: «Якщо ви збираєтеся обставляти будинок, не витрачайте всі свої гроші... Почніть смиренно». Вперше опублікована в 1829 році, книга була розширена і пережила 33 видання за 25 років. Чайлд написала, що її книга була "написана для бідних … ті, хто може дозволити собі бути епікуреєм, знайдуть найкращу інформацію в «Сімдесяти п'яти рецептах» Елізи Леслі.
Чайлд змінила назву книги на «Американська ощадлива домогосподарка» (The American Frugal Housewife) в 1832 році, щоб покінчити з плутаниною з книгою британської письменниці Сюзанни Картер «Економна домогосподарка», яка була вперше опублікована в 1765 році, а потім друкувалася в Америці з 1772 року. Чайлд писала, що книга Картер не відповідає «потребам цієї країни».

### Аболіціонізм і рухи за права жінок
У 1831 році Вільям Ллойд Гаррісон почав видавати впливову аболіціоністську газету The Liberator. Лідія Чайлд та її чоловік читали видання з самого початку і захопилися ідеєю боротьби з рабством. Крім того, вони були особисто знайомі із Гаррісоном. Чайлд була активісткою за права жінок, але вірила, що значний прогрес для жінок може бути досягнутий лише після скасування рабства. Вона вважала, що білі жінки та поневолені люди були схожі тим, що білі чоловіки тримали обидві групи в покорі та ставилися до них як до власності, а не до окремих людей. Працюючи над рівністю жінок, Чайлд публічно заявила, що її не хвилюють виключно жіночі спільноти. Вона вірила, що жінки зможуть досягти більшого, працюючи разом з чоловіками. Чайлд разом з багатьма іншими аболіціоністками розпочал кампанію за рівне членство жінок та участь в Американському товаристві боротьби з рабством, спровокувавши суперечку, яка згодом розколола рух.

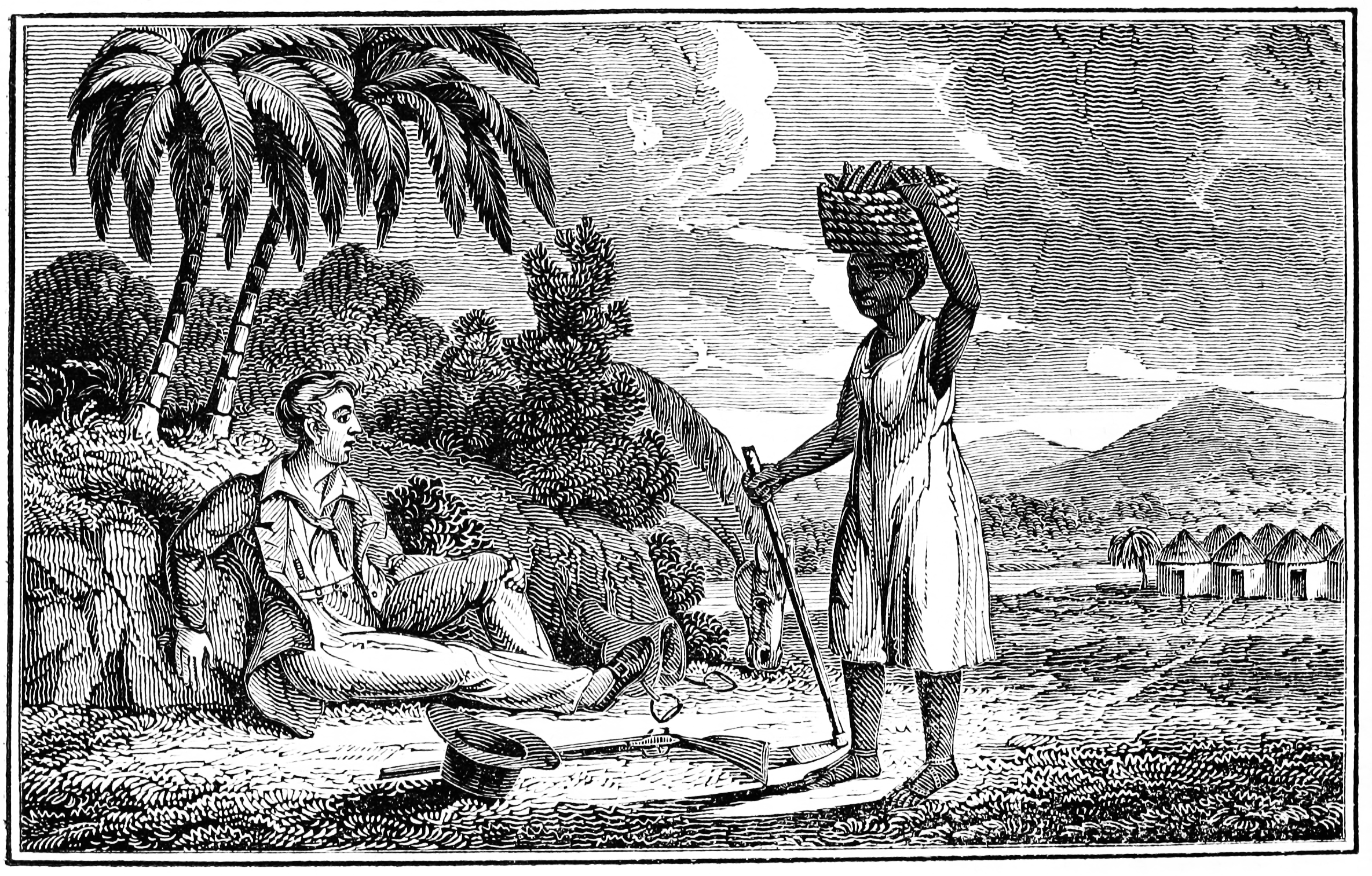
Ілюстрація із Звернення на користь того класу американців, які називаються африканцями

У 1833 році Чайлд опублікувала книгу «Звернення на користь того класу американців, які називаються африканцями». Вона висловилася на користь негайного звільнення поневолених людей без компенсації їхнім законним власникам. Іноді кажуть, що вона була першою білою жінкою, яка написала книгу на підтримку цієї політики. Вона «проаналізувала рабство з різних точок зору — історичної, політичної, економічної, правової та моральної», щоб показати, що «емансипація була практичною і що африканці інтелектуально рівні європейцям». Ця книга була першою працею проти рабства, надрукованою в Америці у формі книги. Після цього Чайлд написала кілька менших робіт на тему. Звернення привернуло велику увагу, і Вільям Еллері Чаннінґ пішки пішов із Бостона до Роксбері, щоб подякувати Чайлд за книгу.
Чайлд допомогла у зборі коштів для фінансування першого ярмарку проти рабства, який аболіціоністи провели в Бостоні в 1834 році. Це був як освітній, так і великий захід зі збору коштів, і проводився щорічно протягом десятиліть під керівництвом Марії Вестон Чепмен. У 1839 році Чайлд обрана до виконавчого комітету Американського товариства проти рабства (AASS), а в 1840 році стала редакторкою газети National Anti-Slavery Standard. Чайлд писала щотижневу колонку для газети «Листи з Нью-Йорка», яку пізніше зібрала та опублікувала у формі книги. Під керівництвом Чайлд National Anti-Slavery Standard стала однією з найпопулярніших аболіціоністських газет у США. Вона редагувала газету до 1843 року, коли її місце головного редактора зайняв її чоловік. Вона виконувала обов'язки його помічниці до травня 1844 року. Під час перебування в Нью-Йорку Чайлди були близькими друзями Ісаака Т. Гоппера, квакера-аболіціоніста та реформатора в'язниць. Покинувши Нью-Йорк, Чайлди оселилися в Вейленді, штат Массачусетс, де провели решту життя. Тут вони надавали притулок рабам-втікачам, які намагалися втекти від Закону про рабів-втікачів.
Чайлд також входила до виконавчої ради Американського товариства боротьби з рабством у 1840-х і 1850-х роках разом із Лукрецією Мотт і Марією Вестон Чепмен.
У цей період вона писала оповідання, досліджуючи через художню літературу складні проблеми рабства. Наприклад, у «The Quadroons» (1842) і «Slavery's Pleasant Homes: A Faithful Sketch» (1843). Вона писала антирабовласницьку літературу, щоб охопити людей більше, ніж могла зробити в трактатах. Чайлд також використовувала твори для вирішення проблем сексуальної експлуатації, яка торкалася як поневолених осіб, так і сім'ї рабовласників. В обох випадках вона виявила, що жінки страждають від влади чоловіків. Чим частіше Чайлд зверталася до деяких зловживань, тим негативнішу реакцію вона отримувала від своєї айдиторії. У 1860 році вона опублікувала трактат проти рабства «Обов'язок непокори закону про рабів-втікачів: звернення до законодавців штату Массачусетс» (The Duty of Disobedience to the Fugitive Slave Act: An Appeal to the Legislators of Massachusetts).
Зрештою Чайлд залишила газету National Anti-Slavery Standard, відмовившись пропагувати насильство як прийнятну зброю для боротьби з рабством. Нездатність аболіціоністів працювати разом як єдине ціле розлютила Чайлд. Конфлікти та суперечки призвели до того, що вона відчула постійну відчуженість і покинула AASS. У цитатах Чайлд заявила, що вона вірить, що «закінчила справу назавжди».
Вона продовжувала писати для багатьох газет і періодичних видань протягом 1840-х і пропагувала гендерну рівність. Однак через негативний досвід з AASS вона більше ніколи не працювала в організованих рухах чи товариствах за права жінок чи виборче право для жінок.
У 1850-х роках Чайлд відреагувала на жорстоке побиття конгресменом із Південної Кароліни свого хорошого друга Чарльза Самнера, сенатора-аболіціоніста від Массачусетсу, у Сенаті, написавши вірш «Емігранти з Канзасу». Спалах насильства в Канзасі між поселенцями, які виступали проти рабства, та прихильниками рабства, перед голосуванням про те, чи вважати територію вільним чи рабовласницьким штатом, призвів до того, що Чайлд змінила свою думку щодо застосування насильства. Разом з Анджеліною Грімке Велд, ще однією прихильницею миру, вона визнала необхідність застосування насильства для захисту емігрантів, які виступають проти рабства в Канзасі. Чайлд також симпатизувала радикальному аболіціоністу Джону Брауну. Хоча й не виправдовувала його насильство, вона глибоко захоплювалася його відвагою та переконаністю під час рейду на Гарперс-Феррі.
У 1860 році Чайлд запросили написати передмову до оповідання Гаррієт Джейкобс «Випадки з життя рабині» (Incidents in the Life of a Slave Girl). Вона познайомилася з Джейкобс і погодилася не лише написати передмову, але й стала редакторкою книги.

### Правозахист корінних американців

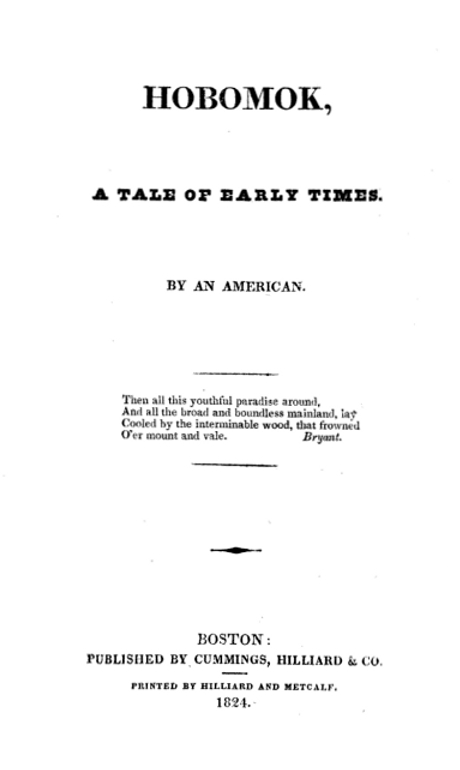
Титульний аркуш «Гобомок», 1824 р

Свій перший роман, історичний «Гобомок, повість про давні часи», Чайлд опублікувала анонімно під гендерно-нейтральним псевдонімом «Американка». У центрі сюжету — міжрасовий шлюб між білою жінкою та індіанцем, у яких є спільний син. Пізніше героїня знову вступає в шлюб, знову інтегруючи себе та свою дитину в пуританське суспільство. Проблема метисації породила скандал у літературному середовищі, і книга не мала успіху у критики.
Впродовж 1860-х Чайлд писала памфлети про права індіанців. Найвідоміший із них, «Звернення до індіанців» (1868), де закликала урядовців, а також релігійних лідерів, відновити справедливість щодо американських індіанців. Її виступ викликав у Пітера Купера інтерес до індіанських проблем. Це сприяло заснуванню Ради індіанських уповноважених США та подальшій мирній політиці в адміністрації Улісса Гранта.

### Погляди на релігію
Чайлд, маючи суворого батька-кальвініста, у дитинстві спала з Біблією під подушкою. Однак, хоча вона приєдналася до унітаріанців у 1820 році, у дорослому віці вона не була активною ні в тій, ні в будь-якій іншій церкві. У 1855 році вона опублікувала 3-томний «Розвиток релігійних ідей через послідовні віки», в якому відкинула традиційну теологію, догму та доктрини та відкинула концепцію одкровення та віровчення як основи для моральної дії, стверджуючи натомість: «Неможливо перебільшити ту злу роботу, яку теологія зробила у світі», і, коментуючи зусилля богословів, «яким квітучим раєм була б уся земля, якби було витрачено стільки ж розуму, праці та ревності, на науку, сільське господарство та мистецтво!».
Заклик на користь того класу американців, які називаються африканцями, висвітлював життя поневоленого мусульманина на ім'я Бен Соломон. Підкреслюючи досконалість і розум Бена Соломона як вчителя арабської мови та людини мусульманської віри, Чайлд сприяла не тільки расовій, але й релігійній рівності.

## Спадщина
- Подруга Чайлд, Гаррієт Вінслоу Сьюолл, опублікувала листи Чайлд після її смерті.
- Корабель класу Liberty «Лідія М. Чайлд», названий на честь Чайлд, був спущений на воду 31 січня 1943 року та був на службі під час Другої світової війни.
- У 2007 році Чайлд була введена в Національний жіночий зал слави[24].

## Праці
- Hobomok, A Tale of Early Times. 1824
- Evenings in New England: Intended for Juvenile Amusement and Instruction. 1824
- The Rebels, or Boston Before the Revolution (1825). 1850 ed., Google books
- The Juvenile Miscellany, a children's periodical (editor, 1826—1834)
- The First Settlers of New-England:, Or, Conquest of the Pequods, Narragansets and Pokanokets As Related by a Mother to Her Children. 1829.
- The Indian Wife. 1828.
- The Frugal Housewife: Dedicated to Those Who are Not Ashamed of Economy, a book of kitchen, economy and directions (1829; 33rd edition 1855) 1832
- The Mother's Book (1831), an early American instructional book on child rearing, republished in England and Germany
- Coronal. 1931. A collection of verses
- The American Frugal Housewife: Dedicated to those who are not ashamed of Economy (1832) 1841
- The Biographies of Madame de Staël, and Madame Roland. 1832.
- The Ladies' Family Library, a series of biographies (5 vols., 1832—1835)
- Child, Lydia Maria (1833). The Girl's Own Book.
  - The Girl's Own Book; new ed. by Mrs. R. Valentine. London: William Tegg, 1863
- An Appeal in Favor of that Class of Americans Called Africans 1833
- The Oasis. 1834.
- Philothea. 1836. A romance of Greece set in the days of Pericles
- The Family Nurse. 1837.
- The Liberty Bell. 1842. Includes stories such as The Quadroons
- Slavery's Pleasant Homes: A Faithful Sketch. 1843. a short story
- Letters from New-York, written for the National Anti-Slavery Standard while Child was the editor (2 vols., 1841—1843)[25][26][27]
- «The New-England Boy's Song about Thanksgiving Day» (1844), later known by its opening line, «Over the River and Through the Wood». A poem originally published in Flowers for Children, vol. 2. Text of poem
- «Hilda Silfverling: A Fantasy». 1845
- Flowers for Children (3 vols., 1844—1846)
- Fact and Fiction. 1846.
- Rose Marian and the Flower Fairies. 1850.
- The Power of Kindness. Philadelphia, Pennsylvania. 1851.
- The Progress of Religious Ideas, Through Successive Ages, an ambitious work, showing great diligence, but containing much that is inaccurate (3 vols., New York, 1855)
- Isaac T. Hopper: A True Life. 1853.
- Autumnal Leaves. 1857.
- A Few Scenes from a True History. 1858.
- Child, Lydia Maria (1860). Correspondence between Lydia Maria Child and Gov. Wise and Mrs. Mason, of Virginia. Boston: American Anti-Slavery Society.
- Looking Toward Sunset. 1864.
- The Freedmen's Book. 1865.
- A Romance of the Republic. 1867. A novel promoting interracial marriage
- An Appeal for the Indians. 1868.
- Aspirations of the World. 1878.
- A volume of her letters, with an introduction by John G. Whittier and an appendix by Wendell Phillips, was published after her death (Boston: Houghton, Mifflin, 1882)
- Lydia Maria Child: Selected Letters, 1817—1880 (Meltzer, Milton, and Holland, Patricia G., eds.). Amherst, MA: University of Massachusetts Press, 1982